# Brachyiulus gilvicollis
Brachyiulus gilvicollis är en mångfotingart som först beskrevs av Karl Wilhelm Verhoeff 1941.  Brachyiulus gilvicollis ingår i släktet Brachyiulus och familjen kejsardubbelfotingar. Inga underarter finns listade i Catalogue of Life.